# Marco Tarquinio
Marco Tarquinio, né le 16 mars 1958 à Foligno, est un journaliste italien, directeur du journal Avvenire de 2009 à 2023 et député européen en juin 2024.

## Biographie
Habitant d'Assise depuis sa naissance, Tarquinio est scout dans l'Agesci (it) locale. Marié depuis 1986, il a deux filles.
Tarquinio travaille comme reporter pour l'hebdomadaire catholique ombrien La Voce entre 1981 et 1984. Depuis 1983, il est correspondant à Assise, puis à la rédaction de Pérouse, pour le Corriere dell'Umbria, où il obtient le diplôme de journaliste professionnel.
En 1988, il s'installe à Rome à la rédaction du groupe de journaux local La Gazzetta, dirigé par Giuseppe Crescimbeni, où il est journaliste politico-parlementaire. Deux ans plus tard, en 1990, il rejoint Il Tempo, alors dirigé par Franco Cangini, où il s'occupe d'abord de la politique étrangère, puis de nouveau de l'actualité politico-parlementaire, pour finalement devenir rédacteur en chef politique et chroniqueur. Il démissionne de son poste de rédacteur politique en novembre 1993, en désaccord avec la nouvelle ligne du journal en faveur de Gianfranco Fini, candidat à la mairie de Rome.
En février 1994, Tarquinio rejoint le journal catholique Avvenire, dirigé par Dino Boffo, comme rédacteur en chef de la rédaction milanaise, puis romaine. En juillet 2007, il est nommé directeur adjoint. En 2009, il prend la direction d'Avvenire, après la démission de Boffo à la suite de la campagne de diffamation orchestrée contre lui par le il Giornale de Vittorio Feltri,. Entre fin 2017 et mi-2023, Avvenire se classe parmi les quatre premiers journaux généralistes italiens. Il quitte la direction d'Avvenire en mai 2023.
De 2011 à 2016, jusqu'à la cessation de l'activité de ce dicastère du Saint-Siège, il a été consultant auprès du Conseil Pontifical pour les Communications Sociales,.
Il devient vice-président de la Société Dante Alighieri, et, depuis le 25 mars 2017, il est académicien honoraire de l'Académie des Beaux-Arts « Pietro Vannucci » de Pérouse.
Depuis janvier 2023, il est également magistrat-président en exercice de l'Ente Calendimaggio d'Assise.
En 2024, il se présente aux élections européennes comme candidat Democrazia Solidale en quatrième position, sur la liste du Parti démocrate sur la circonscription d'Italie centrale (it). Il est élu député européen le 9 juin, avec 42 000 votes et grâce à la renonciation de Elly Schlein.

## Prix
Depuis 2010, il a reçu de nombreux prix dans les domaines journalistiques et humanitaires, dont le prix Buone Notizie , à Caserta, en 2011 ; Prix Discobolo d'oro du Centre sportif italien en 2013 ; Prix « Montale-Fuori di casa » de journalisme, La Spezia-Milan, 2022 ; Prix international « Ignazio Silone », Pescina, en 2022 ; reconnaissance « Un lys pour la paix et la liberté de la presse », Rome, en 2022 ; Prix Giuseppe Zilli pour la presse, Fano Adriano, 2022 ; Prix Giffoni52, Festival Giffoni, 2022 ; Prix National ANPI « Renato B. Fabrizi », Osimo, 2022 ; Prix « Salvator Mundi », Rome, 2023 ; Prix « Ambassadeur de l'humanité », Conseil italien pour les réfugiés (CIR), Rome 2023.

## Distinctions
- Commandeur de l'Ordre du Mérite de la République italienne - 23 décembre 2015[25].